# Пономаренко Володимир Пантелійович
Володимир Пантелійович Пономаренко (7 липня 1927, село Бобрикове, тепер Антрацитівського району Луганської області — ?) — український радянський діяч, новатор виробництва, електрослюсар шахти № 17—17-біс тресту «Краснолучвугілля» Луганської області. Депутат Верховної Ради УРСР 7-го скликання.

## Біографія
Народився у родині робітника. Трудову діяльність розпочав у 1943 році майстром Ровеньківської швейної фабрики Ворошиловградської області.
У 1945—1949 роках — у Радянській армії.
У 1949—1952 роках — електромонтажник тресту «Краснолучшахтовідбудова»; електрик шахти № 30 тресту «Краснолучшахтобуд» Ворошиловградської області.
У 1952—1956 роках — електрослюсар у будівельних управліннях трестів «Краснолучшахтобуд», «Краснодонвугілля», «Фрунзевугілля» Ворошиловградської області.
З 1956 року — електрослюсар (слюсар-автоматник) шахти № 17—17-біс тресту «Краснолучвугілля» міста Красний Луч Луганської області. Голова комітету профспілки механічного цеху шахти. Ударник комуністичної праці.
Закінчив заочно Московський приладобудівний технікум.
Потім — на пенсії у місті Красний Луч (Хрустальний) Луганської області.

## Нагороди
- ордени
- медаль «За трудову відзнаку»
- медалі